# 체리모야
체리모야(Cherimoya, Annona cherimola)는 뽀뽀나무과 안노나속에 속하는 먹을 수 있는 과일종이다. 콜롬비아, 에콰도르, 페루, 볼리비아, 칠레에 자생하는 것으로 간주되며 경작을 통해 안데스산맥, 중앙아메리카로까지 퍼져나갔다.

## 특징
체리모야의 높이는 5~9m이다. 
어린 가지와 잔가지에는 짧고 가늘며 녹색을 띤 털이 뭉쳐있다. 가죽같은 잎은 길이가 5~25cm이고 너비가 3~10cm이다. 대부분 타원형이고 끝은 뾰족하고 잎자루 근처는 둥글다. 어릴때는 부드럽고 가늘며 엉킨 녹색 털로 덮여있다. 다 자라면 잎 뒷면의 맥을 따라서만 털이 난다. 윗부분은 털이 없고 칙칙한 녹색이며 정맥이 옅다. 뒷면은 벨벳같고 칙칙한 회녹색이며 옅은 녹색 정맥이 있다. 새 잎은 아랫부분이 희끄부레하다. 
잎은 홑잎이고 어긋나며 짙은 녹색이다. 윗면에 약간의 털이 있다. 길이는 6~10mm로 튼튼하고 털이 많은 잎자루가 있는 가지에 붙어있다. 
체리모야 나무는 매우 옅은 녹색의 다육질 꽃을 맺는다. 길이는 3cm이고 매우 강하며 과일같은 냄새가 난다. 각 꽃에는 바깥쪽에 녹색을 띠고 다육질이며 장방형이다. 솜털같은 꽃잎이 3개 있고 안쪽에 작고 분홍색 꽃잎이 3개 있다. 바깥쪽에는 노란색 또는 갈색의 털이 엉켜있고, 안쪽에는 흰색에 보라색 반점이 있다. 꽃은 잎 맞은편 가지에 홀로 또는 2개, 3개씩 모여 꽃자루에 빽빽하게 녹색 털이 덮여있다. 길이는 8~12mm이다. 꽃봉오리의 길이는 15~18mm이고 밑부분의 너비는 5~8mm이다. 꽃가루는 영구 4분체 형태로 배출된다. 

## 사진

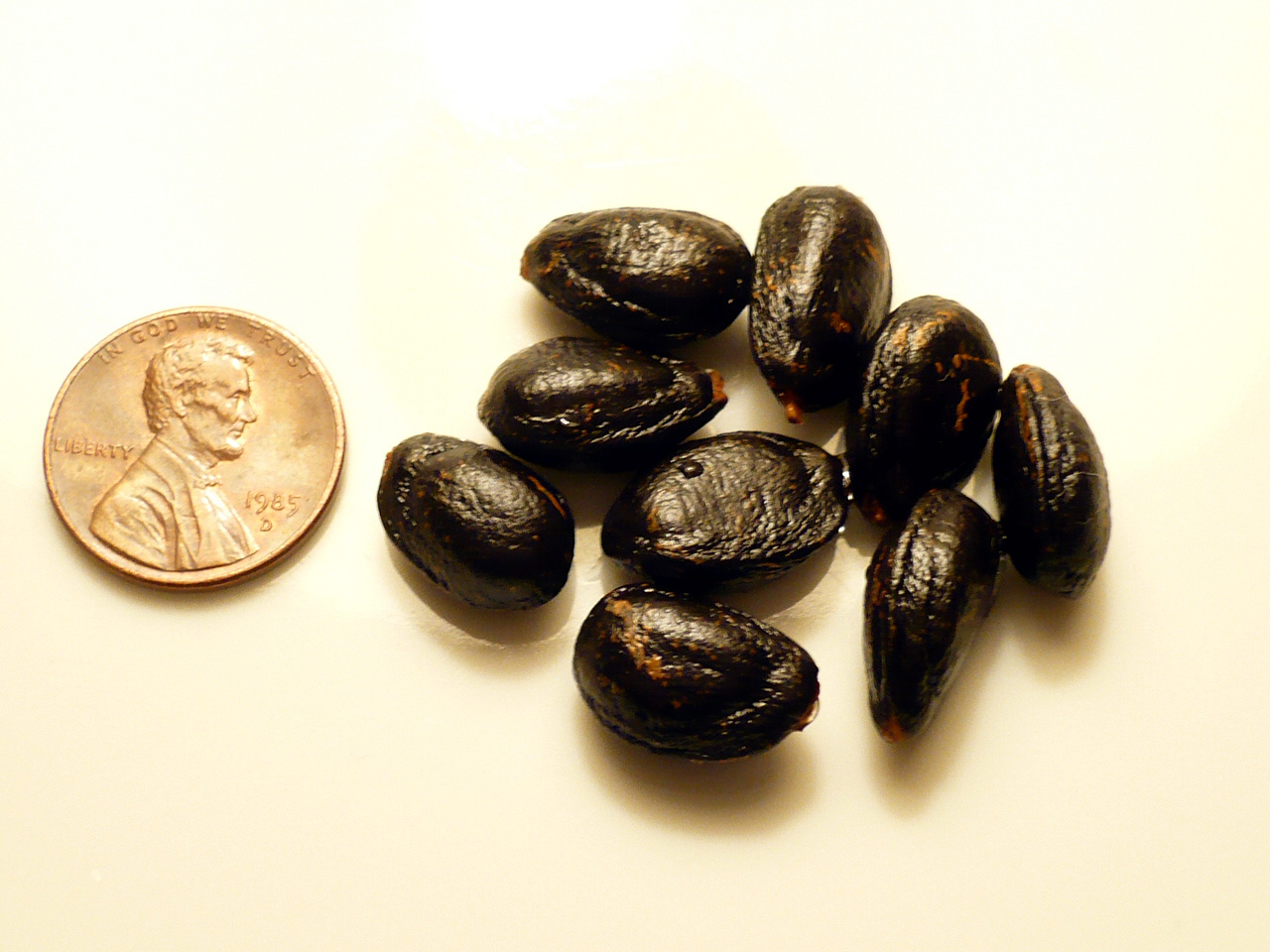
체리모야 씨
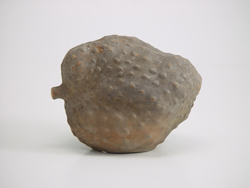
기원전 200년 체리모야 (리마의 박물관)

## 같이 보기
- 아테모야
- 뽀뽀나무속
- 그라비올라
- 카시미로아